# Dorfkirche Thyrow

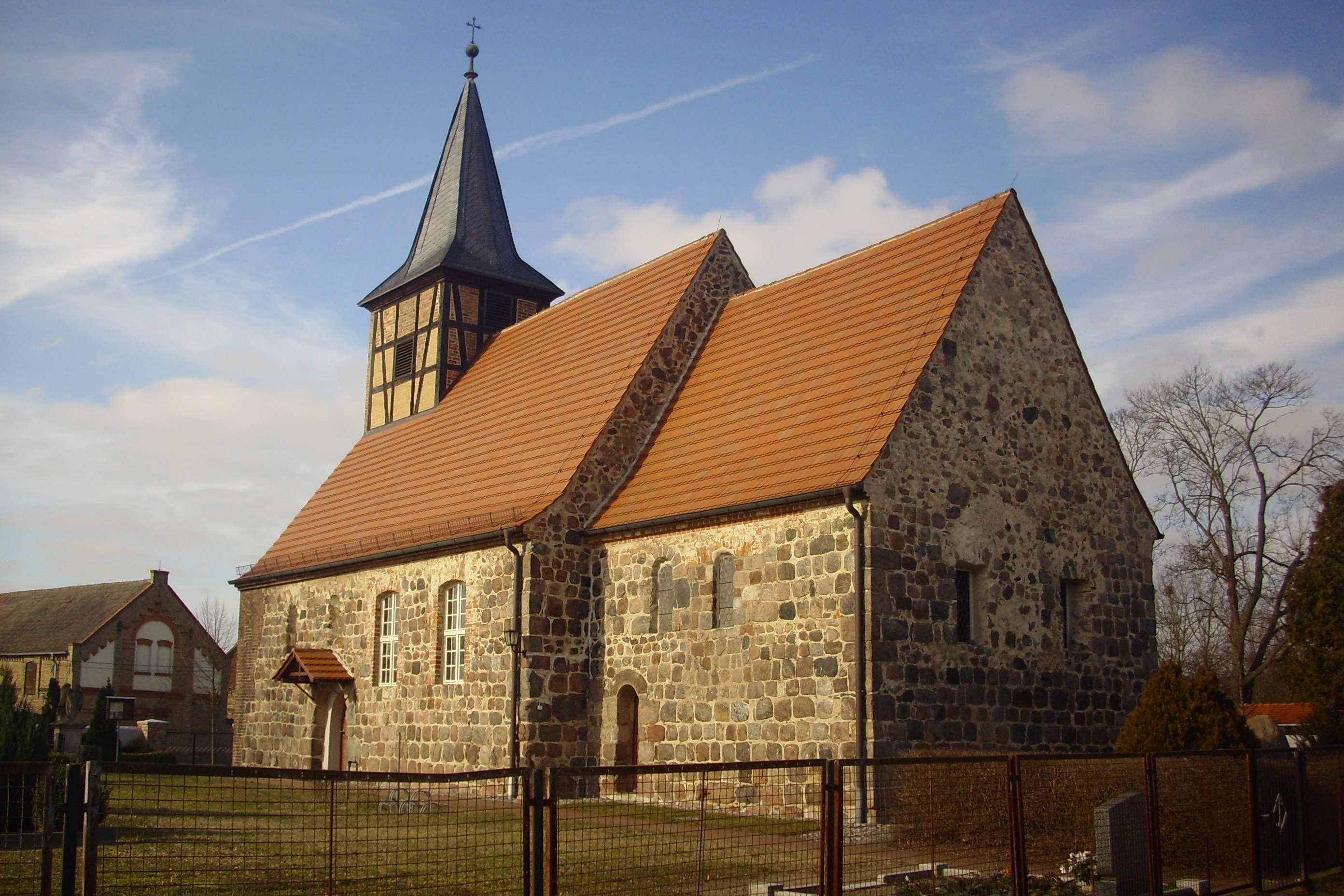
Dorfkirche in Thyrow

Die evangelische Dorfkirche Thyrow ist ein Sakralbau aus dem 13. Jahrhundert in Thyrow, einem Ortsteil der amtsfreien Stadt Trebbin im Landkreis Teltow-Fläming in Brandenburg. Sie gehört zum Evangelischen Kirchenkreises Zossen-Fläming der Evangelischen Kirche Berlin-Brandenburg-schlesische Oberlausitz (EKBO).

## Lage
Das Bauwerk steht inmitten eines ehemaligen Friedhofs auf dem Dorfanger. An ihm führt die Thyrower Dorfstraße nördlich sowie südlich vorbei, die im Südosten auf die Bundesstraße 101 zuläuft. Eine Einfriedung ist nicht vorhanden.

## Geschichte
Über die Baugeschichte liegen nur unvollständige Daten vor, die sich teilweise widersprechen. Da das Angerdorf erstmals 1346 urkundlich erwähnt wurde, erscheint eine Errichtung des Bauwerks in der ersten Hälfte des 13. Jahrhunderts als wahrscheinlich. Zwar gibt die Kirchengemeinde in einem Flyer an, dass es sich um eine Wehrkirche gehandelt haben soll, doch fehlt hierfür ein Nachweis der entsprechenden baulichen Ausstattung. Sie war Filialkirche der Pfarrkirche St. Marien in Trebbin und wurde als Apsissaal errichtet. Vermutlich in der zweiten Hälfte des 13. Jahrhunderts rissen Bauarbeiter die Apsis jedoch schon wieder ab und errichteten stattdessen einen eingezogenen Chor mit einer Priesterpforte an dessen Südseite. Experten vermuten, dass im 14. Jahrhundert eine Feuerstelle in Schiff und Chor angelegt wurde. Das würde darauf hindeuten, dass das Bauwerk in dieser Zeit nicht zu kirchlichen Zwecken genutzt wurde. Im 14. oder 15. Jahrhundert erhielt die Kirche einen gestampften Lehmboden. Vermutlich im 15. Jahrhundert vergrößerten Handwerker erstmals die zuvor romanischen Fenster. Im Dreißigjährigen Krieg brannte das Bauwerk völlig aus und wurde bis in die zweite Hälfte des 17. Jahrhunderts von der Kirchengemeinde wieder aufgebaut. Dabei vergrößerten sie erneut die beiden östlichen Fenster auf der Nord- und Südseite des Schiffs. Zwei Fenster in der Ostseite sowie die Fenster in der Nord- und Südseite des Chors wurden ebenfalls verändert und erhielten einen Segmentbogen. Der Tischler Aswig Hahn aus Trebbin baute 1719 einen Kanzelaltar auf. 1794 erhielt das Bauwerk einen Westturm. Dessen Baustatik war jedoch offenbar mangelhaft, denn er wurde bis 1883 mehrfach abgerissen und neu aufgebaut. In diesem Jahr ist auch erstmals die Existenz einer Orgel nachgewiesen. Im 19. Jahrhundert erweiterte die Gemeinde das Bauwerk um eine barocke Empore. Nach einem Wasserschaden musste die Kirchengemeinde in den Jahren 1962 bis 1964 das Bauwerk sanieren. Dabei wurde der Kanzelaltar durch einen Altartisch mit einer steinernen Lesekanzel ersetzt. In den Jahren 2005 bis 2007 sanierte die Gemeinde den Dachstuhl und das Dach und ersetzte die Lesekanzel durch ein Modell aus Holz und Metall. Gleichzeitig wurde ein zuvor zugesetztes Chorgiebelfenster wieder geöffnet und ein Buntglasfenster eingesetzt.

## Baubeschreibung

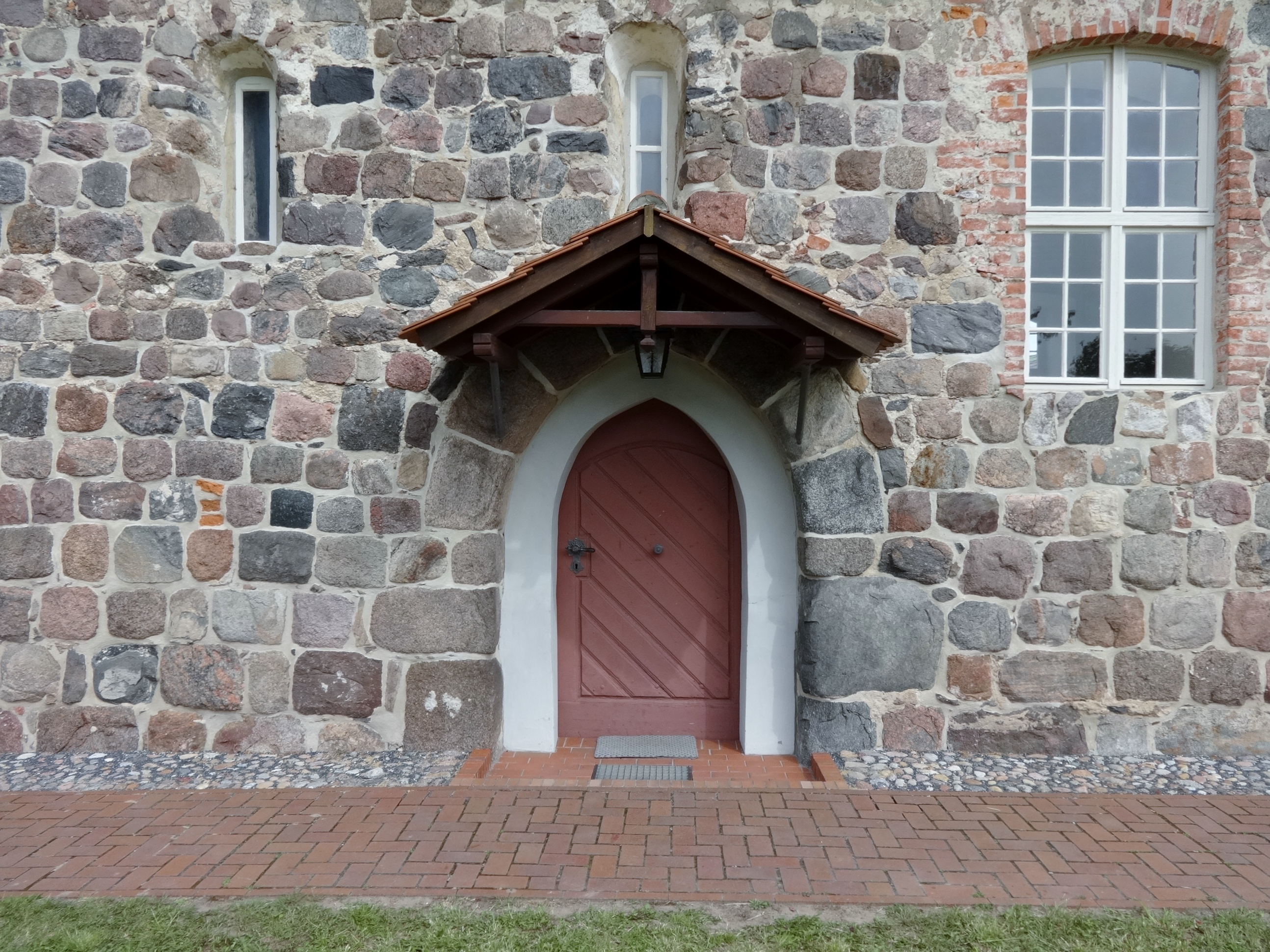
Südportal

Die Kirche mit einem rechteckigen Grundriss wurde im Stil der Romanik aus Lesesteinen erbaut. Sie sind im unteren Bereich der Kirche vergleichsweise gleichmäßig gehauen und geschichtet. Im oberen Teil ist diese Struktur nicht mehr vorhanden. Die Abweichung von der Ostung betrug im Jahr 1999 rund 20 Grad. An das 14 Meter lange und 9,55 Meter breite Kirchenschiff schließt sich ein eingezogener, quadratischer Chor mit einer Seitenlänge von sieben Metern an. Dessen Giebel, wie auch der Ostgiebel des Schiffs, besteht ebenfalls aus vergleichsweise kleinen Feldsteinen, die jedoch im oberen Bereich ungleichmäßig verarbeitet und teilweise mit Ziegelbruch ergänzt wurden. Die Fenster sind überwiegend korbbogenförmig ausgestaltet. Das Nordportal ist teilweise zugesetzt und rundbogig. Seine Gewändesteine treten aus den regelmäßig geschichteten unteren Lagen deutlich hervor, während der obere Bogen in einer unregelmäßigen Mauerung ausfließt. Das große, einmal abgetreppte Südportal mit einem Scheitelstein und einem darüber liegenden kleinen Schutzdach wurde gedrückt-spitzbogig ausgeführt und steht nicht in einer Linie mit dem Nordportal. Experten vermuten, dass zur Zeit des frühgotischen Umbaus eventuell das Portal eingebrochen oder geändert worden sein konnte. Westlich und oberhalb des Südportals finden sich zwei schlitzförmige Fenster. Zu ihnen gruppieren sich zwei größere Fenster im östlichen Teil des Schiffs. Am Chor befinden sich an der Nord- und Südseite je zwei kleine rundbogenförmige Fenster, die aus der Neuzeit stammen. An der Ostseite sind zwei weitere zugesetzte Fenster erkennbar. Sie wurden vermutlich bei der Renovierung in den 1960er Jahren zugemauert. Experten vermuten, dass sich zwischen den beiden Öffnungen ein drittes Fenster befand. Die Nordseite der Kirche ist bis auf das veränderte Nordportal ähnlich gestaltet.
Der barocke Westturm ist bis auf die mit Mauerziegeln errichtete Westwand mit einem Fachwerk versehen und besitzt an allen vier Seiten eine Klangarkade. Darüber fügt sich ein geknickter, sechsseitiger Turmhelm an, der mit einer Kugel und einem Kreuz schließt. Er ist mit schwarzem Schiefer, die Satteldächer des Schiffes und des Chores sind mit rotem Biberschwanz eingedeckt. Der Zugang liegt nicht wie bei anderen vergleichbaren Bauwerken mittig, sondern an der Südseite des Turms.

## Ausstattung
Im Innern befinden sich ein spitzbogiger Chorbogen sowie eine dunkle hölzerne Flachdecke. Im Chor ist eine Sakramentsnische eingelassen. Unterhalb der Westempore hat die Kirchengemeinde eine Winterkirche eingerichtet. Die Dinse-Orgel stammt aus dem Jahr 1908. Im Turm befindet sich eine Glocke aus dem Jahr 1831. Sie ersetzt ein älteres Modell, das im Jahr 1590 in Magdeburg gegossen und 1734 auf Grund eines unreinen Klanges neu gegossen wurde. Sie musste im Zweiten Weltkrieg als Metallspende des deutschen Volkes abgegeben werden und ging verloren.